# Burak Şahin
Burak Şahin (* 19. Februar 1996 in Sakarya) ist ein türkischer Fußballspieler.

## Karriere
Şahin erlernte das Fußballspielen u. a. in den Nachwuchsabteilungen der Vereine Serdivanspor und Sakaryaspor und begann im Sommer 2014 beim Drittligisten Tavşanlı Linyitspor seine Profikarriere. Bei diesem Verein absolvierte er bis zum Saisonende zehn Ligaspiele und erzielte dabei ein Tor. 
Nachdem Tavşanlı Linyitspor zum Saisonende den Klassenerhalt verfehlte und in die 4. türkische Liga absteigen musste, wechselte Şahin innerhalb der 3. türkischen Liga zum Istanbuler Verein Ümraniyespor. Hier beendete er mit seinem Team die Saison 2015/16 als Meister der TFF 2. Lig und war damit am ersten Aufstieg der Vereinsgeschichte in die TFF 1. Lig beteiligt.
Im Sommer 2017 wurde er an den Viertligisten Yeşil Bursa SK abgegeben.

## Erfolge
Mit Ümraniyespor
- Meister TFF 2. Lig und Aufstieg in die TFF 1. Lig: 2015/16